# Charles-Louis Richard
Charles-Louis Richard (né à Blainville-sur-l'Eau le 17 avril 1711 et mort à Mons le 16 août 1794) est un dominicain, théologien et historien français.

## Biographie
Charles-Louis Richard naquit le 17 avril 1711 à Blainville-sur-l'Eau (aujourd'hui en Meurthe-et-Moselle), dans le duché de Lorraine. Sa famille, bien que d'origine noble, était pauvre. Il reçut son éducation dans les écoles de sa ville natale. En 1727, il entra dans l'ordre de saint Dominique et, après sa profession religieuse, fut envoyé pour étudier la théologie à Paris, où il passa son doctorat à la Sorbonne. Il s’appliqua ensuite à la prédication et à la défense de la religion catholique contre les idées des encyclopédistes. Ayant refusé le serment constitutionnel, il émigra à Mons en Belgique, mais au cours de la seconde invasion de ce pays par les Français en 1794, la vieillesse l’empêcha de fuir et, s’il put un certain temps échapper à ses poursuivants, il fut à la fin détecté, jugé par une cour martiale, et fusillé à Mons le 16 août 1794, comme étant l'auteur du Parallèle des Juifs qui ont crucifié Jésus-Christ, avec les Français qui ont exécuté leur roi (Mons, 1794). Il alla à la mort appuyé sur le bras du père Sylvestre Tahon, récollet, son confesseur, en récitant des prières.

## Principales œuvres
- Bibliothèque sacrée, ou dictionnaire universel des sciences ecclésiastiques, Paris, 1760 ; augmentée d'un Supplément, Paris, 1765.
- Analyses des conciles généraux et particuliers, Paris, 1772-1777.
- Dissertation sur la possession du corps et l'infestation des maisons par les démons.
- Dictionnaire universel, dogmatique, canonique, historique, géographique et chronologique des sciences ecclésiastiques… : contenant l'histoire générale de la religion […] avec des sermons abrégés des plus célèbres orateurs chrétiens, Paris, chez Jacques Rollin, chez Charles-Antoine Jombert, chez Jean-Baptiste-Claude Bauche, 1760, 1089 p. (lire en ligne).

## Sources
- Marie-Nicolas Bouillet  et Alexis Chassang (dir.), « Charles-Louis Richard » dans Dictionnaire universel d’histoire et de géographie, 1878 (lire sur Wikisource)
- (en) Charles-Louis Richard, Catholic Encyclopedia, 1913